# ウィスコンシン州知事の一覧
ウィスコンシン州知事の一覧（英語：Governor of State of Wisconsin）では、アメリカ合衆国のウィスコンシン州の州知事の一覧を掲載する。
以下の一覧では、ウィスコンシン準州時代の州知事についても列挙する。

## ウィスコンシン準州知事
| 氏名                           | 就任          | 退任          | 任命者                   |
| ------------------------------ | ------------- | ------------- | ------------------------ |
| ヘンリー・ダッジ               | 1836年4月30日 | 1841年9月13日 | アンドリュー・ジャクソン |
| ジェームズ・デュアン・ドーティ | 1841年9月30日 | 1844年6月21日 | ジョン・タイラー         |
| ナサニエル・P・トールマッジ    | 1844年6月21日 | 1845年4月8日  | ジョン・タイラー         |
| ヘンリー・ダッジ               | 1845年4月8日  | 1848年6月23日 | ジェームズ・ポーク       |
| ジョン・カトリン               | 1848年6月23日 | 1849年3月3日  | 代理                     |

## ウィスコンシン州知事
| #  | 氏名                              | 就任          | 退任          | 政党       | 副知事                         |
| -- | --------------------------------- | ------------- | ------------- | ---------- | ------------------------------ |
| 1  | ネルソン・デューイ                | 1848年6月7日  | 1852年1月5日  | 民主党     | ジョン・E・ホームズ            |
| 1  | ネルソン・デューイ                | 1848年6月7日  | 1852年1月5日  | 民主党     | サミュエル・W・ビオール        |
| 2  | レナード・J・ファーウェル         | 1852年1月5日  | 1854年1月2日  | ホイッグ党 | ティモシー・バーンズ           |
| 3  | ウィリアム・A・バーストウ         | 1854年1月2日  | 1856年3月21日 | 民主党     | ジェームズ・T・ルイス          |
| 3  | ウィリアム・A・バーストウ         | 1854年1月2日  | 1856年3月21日 | 民主党     | アーサー・マッカーサー・シニア |
| 4  | アーサー・マッカーサー・シニア    | 1856年3月21日 | 1856年3月25日 | 民主党     | 空席                           |
| 5  | コールズ・バッシュフォード        | 1856年3月25日 | 1858年1月4日  | 共和党     | アーサー・マッカーサー・シニア |
| 6  | アレクサンダー・W・ランドール     | 1858年1月4日  | 1862年1月6日  | 共和党     | エラズマス・D・キャンベル      |
| 6  | アレクサンダー・W・ランドール     | 1858年1月4日  | 1862年1月6日  | 共和党     | バトラー・G・ノーブル          |
| 7  | ルイス・P・ハーヴィー             | 1862年1月6日  | 1862年4月19日 | 共和党     | エドワード・サロモン           |
| 8  | エドワード・サロモン              | 1862年4月19日 | 1864年1月4日  | 共和党     | 空席                           |
| 9  | ジェームズ・T・ルイス             | 1864年1月4日  | 1866年1月1日  | 共和党     | ワイマン・スプーナー           |
| 10 | ルシアス・フェアチャイルド        | 1866年1月1日  | 1872年1月1日  | 共和党     | ワイマン・スプーナー           |
| 10 | ルシアス・フェアチャイルド        | 1866年1月1日  | 1872年1月1日  | 共和党     | サディアス・C・ポンド          |
| 11 | カドワラダー・ウォッシュバーン    | 1872年1月1日  | 1874年1月5日  | 共和党     | ミルトン・H・ペティット        |
| 12 | ウィリアム・ロバート・テイラー    | 1874年1月5日  | 1876年1月3日  | 民主党     | チャールズ・D・パーカー        |
| 13 | ハリソン・ルーディングトン        | 1876年1月3日  | 1878年1月7日  | 共和党     | チャールズ・D・パーカー        |
| 14 | ウィリアム・E・スミス             | 1878年1月7日  | 1882年1月2日  | 共和党     | ジェームズ・M・ビンガム        |
| 15 | ジェレマイア・マクレイン・ラスク  | 1882年1月2日  | 1889年1月7日  | 共和党     | サム・S・ファイフィールド      |
| 15 | ジェレマイア・マクレイン・ラスク  | 1882年1月2日  | 1889年1月7日  | 共和党     | ジョージ・W・リーランド        |
| 16 | ウィリアム・D・ホード             | 1889年1月7日  | 1891年1月5日  | 共和党     | ジョージ・W・リーランド        |
| 17 | ジョージ・ウィルバー・ペック      | 1891年1月5日  | 1895年1月7日  | 民主党     | チャールズ・ジョナス           |
| 18 | ウィリアム・H・アップハム         | 1895年1月7日  | 1897年1月4日  | 共和党     | エミール・ベンシュ             |
| 19 | エドワード・スコフィールド        | 1897年1月4日  | 1901年1月7日  | 共和党     | エミール・ベンシュ             |
| 19 | エドワード・スコフィールド        | 1897年1月4日  | 1901年1月7日  | 共和党     | ジェシー・ストーン             |
| 20 | ロバート・M・ラフォレット・シニア | 1901年1月7日  | 1906年1月1日  | 共和党     | ジェシー・ストーン             |
| 20 | ロバート・M・ラフォレット・シニア | 1901年1月7日  | 1906年1月1日  | 共和党     | ジェームズ・デイヴィッドソン   |
| 21 | ジェームズ・デイヴィッドソン      | 1906年1月1日  | 1911年1月2日  | 共和党     | 空席                           |
| 21 | ジェームズ・デイヴィッドソン      | 1906年1月1日  | 1911年1月2日  | 共和党     | ウィリアム・D・コナー          |
| 21 | ジェームズ・デイヴィッドソン      | 1906年1月1日  | 1911年1月2日  | 共和党     | ジョン・ストレンジ             |
| 22 | フランシス・E・マクガヴァン       | 1911年1月2日  | 1915年1月4日  | 共和党     | トーマス・モリス               |
| 23 | エマニュエル・L・フィリップ       | 1915年1月4日  | 1921年1月3日  | 共和党     | エドワード・F・ディズマー      |
| 24 | ジョン・J・ブレイン               | 1921年1月3日  | 1927年1月3日  | 共和党     | ジョージ・F・カミングス        |
| 24 | ジョン・J・ブレイン               | 1921年1月3日  | 1927年1月3日  | 共和党     | ヘンリー・A・フーバー          |
| 25 | フレッド・R・ジマーマン           | 1927年1月3日  | 1929年1月7日  | 共和党     | ヘンリー・A・フーバー          |
| 26 | ウォルター・J・コーラー・シニア   | 1929年1月7日  | 1931年1月5日  | 共和党     | ヘンリー・A・フーバー          |
| 27 | フィリップ・ラフォレット          | 1931年1月5日  | 1933年1月2日  | 共和党     | ヘンリー・A.フーバー           |
| 28 | アルバート・G・シュミードマン     | 1933年1月2日  | 1935年1月7日  | 民主党     | トーマス・J・オマリー          |
| 29 | フィリップ・ラフォレット          | 1935年1月7日  | 1939年1月2日  | 進歩党     | トーマス・J・オマリー          |
| 29 | フィリップ・ラフォレット          | 1935年1月7日  | 1939年1月2日  | 進歩党     | ヘンリー・A・ガンダーソン      |
| 29 | フィリップ・ラフォレット          | 1935年1月7日  | 1939年1月2日  | 進歩党     | ハーマン・L・エカーン          |
| 30 | ジュリアス・P・ヘイル             | 1939年1月2日  | 1943年1月4日  | 共和党     | ウォルター・S・グッドランド    |
| ―  | オーランド・S・ルーミス           | 就任前に急死  | 就任前に急死  | 進歩党     | ウォルター・S・グッドランド    |
| 31 | ウォルター・S・グッドランド       | 1943年1月4日  | 1947年3月12日 | 共和党     | 空席                           |
| 31 | ウォルター・S・グッドランド       | 1943年1月4日  | 1947年3月12日 | 共和党     | オスカー・レンボーム           |
| 32 | オスカー・レンボーム              | 1947年3月12日 | 1951年1月1日  | 共和党     | 空席                           |
| 32 | オスカー・レンボーム              | 1947年3月12日 | 1951年1月1日  | 共和党     | ジョージ・M・スミス            |
| 33 | ウォルター・J・コーラー・ジュニア | 1951年1月1日  | 1957年1月7日  | 共和党     | ジョージ・M・スミス            |
| 33 | ウォルター・J・コーラー・ジュニア | 1951年1月1日  | 1957年1月7日  | 共和党     | ウォーレン・P・ノウルズ        |
| 34 | ヴァーノン・W・トムソン           | 1957年1月7日  | 1959年1月5日  | 共和党     | ウォーレン・P・ノウルズ        |
| 35 | ゲイロード・ネルソン              | 1959年1月5日  | 1963年1月7日  | 民主党     | フィレオ・ナッシュ             |
| 35 | ゲイロード・ネルソン              | 1959年1月5日  | 1963年1月7日  | 民主党     | ウォーレン・P・ノウルズ        |
| 36 | ジョン・W・レイノルズ・ジュニア   | 1963年1月7日  | 1965年1月4日  | 民主党     | ジャック・B・オルソン          |
| 37 | ウォーレン・P・ノウルズ           | 1965年1月4日  | 1971年1月4日  | 共和党     | パトリック・J・ルーシー        |
| 37 | ウォーレン・P・ノウルズ           | 1965年1月4日  | 1971年1月4日  | 共和党     | ジャック・B.オルソン           |
| 38 | パトリック・J・ルーシー           | 1971年1月4日  | 1977年7月6日  | 民主党     | マーティン・J・シュライバー    |
| 39 | マーティン・J・シュライバー       | 1977年7月6日  | 1979年1月3日  | 民主党     | 空席                           |
| 40 | リー・S・ドレイファス             | 1979年1月3日  | 1983年1月3日  | 共和党     | ラッセル・A・オルソン          |
| 41 | アンソニー・アール                | 1983年1月3日  | 1987年1月5日  | 民主党     | ジェイムズ・T・フリン          |
| 42 | トミー・トンプソン                | 1987年1月5日  | 2001年2月1日  | 共和党     | スコット・マッカラム           |
| 43 | スコット・マッカラム              | 2001年2月1日  | 2003年1月6日  | 共和党     | マーガレット・A・ファロー      |
| 44 | ジム・ドイル                      | 2003年1月6日  | 2011年1月3日  | 民主党     | バーバラ・ロートン             |
| 45 | スコット・ウォーカー              | 2011年1月3日  | 2019年1月7日  | 共和党     | レベッカ・クリーフィッシュ     |
| 46 | トニー・エバーズ                  | 2019年1月7日  | （現職）      | 民主党     | マンデラ・バーンズ             |